# Horst Dassler
Horst Dassler (Erlangen, 12 marzo 1936 – Erlangen, 9 aprile 1987) è stato un imprenditore tedesco, fondatore della Arena.

## Biografia
Horst Dassler fu il figlio di Adolf Dassler, fondatore della Adidas, e fondatore a sua volta della società di articoli per il nuoto Arena nel 1973. Dopo la morte del padre nel 1978, la madre Käthe Dassler divenne presidente della Arena e Horst Dassler tornò in Germania per prendere il suo posto nel top management dell'azienda. Quando sua madre morì nel 1984, Dassler assunse l'incarico di presidente, carica che mantenne fino alla morte nel 1987 per un tumore.

## Cinema
- Nel film del 2014 La grande passione, diretto da Frédéric Auburtin, Horst Dassler è interpretato da Thomas Kretschmann.
- Nel film del 2023 Air - La storia del grande salto (Air), diretto da Ben Affleck, Horst Dassler è interpretato da Gustaf Skarsgård.